# David Panuelo
David W. Panuelo (* 13. dubna 1964 Karolíny) je mikronéský politik, v letech 2019–2023 prezident Federativních států Mikronésie.

## Životopis
Narodil se v tehdejším Svěřeneckém území Tichomořských ostrovů, které bylo poručenským území OSN v západní části Tichého oceánu pod správou USA. Vystudoval na Eastern Oregon State College v Oregonu, kde v roce 1987 získal titul Bachelor of Arts v oboru politologie. V roce 1988 absolvoval odbornou přípravu v Austrálii a od téhož roku byl zaměstnán Ministerstvem zahraničních věcí Mikronésie. Od roku 1993 do roku 1996 byl zástupcem vedoucího diplomatické mise země v OSN.
Od voleb v roce 2011 byl zástupcem ostrova Pohnpei v Kongresu Mikronézských federativních států. Dne 5. března 2019 zvítězil ve volbě prezidenta nad tehdejším úřadujícím prezidentem Peterem Christianem a 11. května 2019 nastoupil do funkce.